# Franz de la Marche
Franz de la Marche fou un músic alemany de mitjan segle xvii.
Fou mestre de capella del príncep bisbe d'Eichstabt, i a més d'una col·lecció de cançons, deixà una obra titulada Synopsis Musica (Múnic, 1656).